# A.I.R
『A.I.R』（エアー）は、日本の歌手・愛内里菜が2003年10月15日にGIZA studioから発売した3枚目のオリジナルアルバムである。

## 概要
- A.I.Rは"Aiuchi Infinity Rina"の略であり、同時に「空気」の意味も含まれている。「空気」、「無限」の2本柱をコンセプトにシングル曲を含む14曲を収録。
- 本作リリースと同日に自身の15thシングル「空気」、書籍「made in RINA 2003」がリリースされ、異例の3作品同時発売となり話題となる。
- 前作『POWER OF WORDS』から連続でのオリコンチャート1位となり、本作の収録曲「FULL JUMP」にてNHK紅白歌合戦に初出場した。
- オリコンのデイリーチャートでは「空気」と共に1位を獲得し、シングル・アルバム同時1位を達成した。
- 初回盤には『LOVE RINA』ロゴステッカー、およびスクリーンセーバー・壁紙・着声をダウンロードできるサイトのパスワードが封入されている。

## 収録曲
| 全作詞: 愛内里菜。 |                            |          |                |                 |
| #                  | タイトル                   | 作詞     | 作曲           | 編曲            |
| 1.                 | 「∞ INFINITY」             | 愛内里菜 | 輝門           | corin.          |
| 2.                 | 「FULL JUMP」              | 愛内里菜 | 輝門           | 三輪録          |
| 3.                 | 「空気 -Album version-」   | 愛内里菜 | 輝門           | 池田大介        |
| 4.                 | 「Sincerely Yours」        | 愛内里菜 | 後藤康二       | 尾城九龍        |
| 5.                 | 「風のない海で抱きしめて」 | 愛内里菜 | 輝門           | AKIRA・池田大介 |
| 6.                 | 「Over Shine」             | 愛内里菜 | 輝門           | 徳永暁人        |
| 7.                 | 「NO NEEDS」               | 愛内里菜 | 五大ゆり       | 三輪緑          |
| 8.                 | 「Deep Freeze」            | 愛内里菜 | 輝門           | AKIRA           |
| 9.                 | 「double hearted」         | 愛内里菜 | 大野愛果       | AKIRA           |
| 10.                | 「our sound」              | 愛内里菜 | corin.         | corin.          |
| 11.                | 「CODE CRUSH」             | 愛内里菜 | 五大ゆり       | corin.          |
| 12.                | 「profuse love」           | 愛内里菜 | Deron Reynolds | Buddhaphonic    |
| 13.                | 「Fortune」                | 愛内里菜 | 輝門           | 小林哲          |
| 14.                | 「ra Happy Luppy」         | 愛内里菜 | 輝門           | corin.          |

### 楽曲解説
1. ∞ INFINITY
日本テレビ系「スポーツうるぐす」エンディングテーマ。
2. FULL JUMP
13thシングル。日本テレビ系野球中継「THE BASEBALL 2003ワールドカップ」 主題歌。
3. 空気 -Album version-
15thシングルのアルバムバージョン。日本テレビ系『あんグラ☆NOW』エンディングテーマ。
日本テレビ系『√f』エンディングテーマ。日本テレビ系『旅ダチ!』エンディングテーマ。
4. Sincerely Yours
10thシングル「Sincerely Yours／Can you feel the POWER OF WORDS?」の1曲目。
フジテレビ系「ザ・レターズ〜家族の愛にありがとう」 挿入歌。
5. 風のない海で抱きしめて
12thシングル。テレビ朝日系アニメ「釣りバカ日誌」エンディングテーマ。
6. Over Shine
14thシングル。日本テレビ系『三宅裕司のドシロウト』エンディングテーマ。
日本テレビ系『AX MUSIC-TV』AX POWER PLAY #035
7. NO NEEDS
8. Deep Freeze
11thシングル。よみうりテレビ系『プロの動脈。』エンディングテーマ。
日本テレビ系『AX MUSIC-TV』AX POWER PLAY　#018
9. double hearted
10. our sound
11. CODE CRUSH
14thシングル「Over Shine」のカップリング曲。PS2用ゲームソフトカプコン 「ロックマンX7」 オープニングテーマ。
12. profuse love
13. Fortune
14. ra Happy Luppy
タイトルの「ra」の部分は愛内里菜のロゴマーク（愛内里菜のイニシャルである小文字の"r"と"a"をかたどったもの）。

## 演奏
- 徳永暁人：ギター、ベース (#6)
- 大賀好修：ギター (#1.2.4.5.6.8.14)
- 三好誠：ギター (#10)
- 綿貫正顕：ギター (#11)
- 麻井寛史：ベース (#5.8)
- 寺尾広：ピアノ (#4)
- 宇徳敬子：コーラス (全曲)
- 安達昇：コーラス (#5.8)
- 輝門：コーラス(#5.8)
- corin.：叫び声 (#1.10)